# Siwu
Avatime är ett kwaspråk som talas åtta byar i Ghana, med, beroende på källa, mellan ungefär 15 000 och 27 000 talare (2003). Språket används av alla åldrar.
Siwu är ett subjekt–verb–objekt-språk. Substantiven i siwu delas in i tio morfologiska klasser.
Siwu har 20 konsonanter samt sju vokaler, och fem nasalerade. Till skillnad från sina närmaste släktspråk har siwu ingen vokalharmoni. Siwu är ett tonspråk, med tre toner.